# Zafarobod (Jizzax)
Zafarobod è una città dell'Uzbekistan, capoluogo dell'omonimo distretto. Conta una popolazione di circa 4.000 abitanti (2001).